# مارک ساگانوفسکی
مارک ساگانوفسکی (لهستانی: Marek Saganowski؛ زادهٔ ۳۱ اکتبر ۱۹۷۸) بازیکن سابق و مربی فوتبال اهل لهستان است.
از باشگاه‌هایی که در آن بازی کرده‌است می‌توان به باشگاه فوتبال آترومیتوس، باشگاه فوتبال ویتوریا گیماریش، باشگاه فوتبال فاینورد، باشگاه فوتبال ساوت‌همپتون، باشگاه ورزشی هامبورگ، باشگاه فوتبال لگیا ورشو، باشگاه فوتبال تروا، و باشگاه فوتبال اوبی اشاره کرد.
وی همچنین در تیم ملی فوتبال لهستان بازی کرده‌است.